# Raimundo Santos
Raimundo José Pereira dos Santos (Santarém, 10 de outubro de 1955) é um advogado, músico, cantor e político brasileiro, atualmente deputado federal, filiado ao Partido Social Democrático (PSD). É casado com Belemita Pinheiro dos Santos, é pai de seis filhos e avô de nove netos. 

## Biografia
Raimundo José Pereira dos Santos, mais conhecido como Raimundo Santos, nascido no município de Santarém, Estado do Pará, em 10 de outubro de 1955, exerce hoje o seu 9º mandato político, sendo quatro de deputado federal e cinco de estadual. Foi presidente da Comissão de Constituição e Justiça (CCJ) da Assembleia Legislativa do Pará (Alepa) por cinco vezes (1993-1994 e 2011-2018) e o 1º ouvidor-geral da Casa, conquistando o título de “Legislador Nota 10” por ser o autor do maior número de proposições transformadas em lei na história do Poder Legislativo paraense, incluindo a elaboração do atual Regimento Interno da Alepa.
Atualmente na Câmara dos Deputados, é membro ativo de diversas comissões permanentes e participante de várias frentes parlamentares, além de ministro de louvor e integrante da diretoria da Frente Parlamentar Evangélica (FPE).
Nesses dois primeiros anos de mandato (2023-2024), de acordo com o site oficial da Câmara, Raimundo Santos é recordista de proposições (total de 2.169), o que o consolida como o parlamentar mais produtivo do Pará e um dos mais producentes no Brasil, não faltando a nem uma sessão, com 100% de assiduidade. É o autor do projeto nº 3090/2023, que originou a Lei nº 14.998/2024, instituindo o Dia Nacional da Música Gospel, que teve grande repercussão em todo o País.
A sua paixão pelo trabalho vem desde a infância, quando tornou-se precoce professor de música no município de Igarapé-Açu (1967-1971). Na adolescência, em Abaetetuba, desenvolveu a atividade de biciclotaxista (1971-1972) e estagiário do Banco da Amazônia, o Basa (1973). Foi funcionário do Basa em Paragominas (1974) e Belém (1975-1982). 
É advogado desde 1980, com experiência em Juízos de Primeiro Grau e nos tribunais. Raimundo Santos soube associar o seu trabalho parlamentar com a sua primeira vocação: o louvor. Popularmente chamado de “Sanfoneiro do Povo de Deus”, é cantor e compositor com seis álbuns gravados, um EP e sete singles – destaque para as músicas de grande sucesso “O Crente Só Canta Vitória”, “Preciso de um Milagre”, “Capa de José” e “Queima de Novo”.
É filho de pioneiros da Assembleia de Deus, o caçula entre 16 irmãos da união de Maria Paula dos Santos com o pastor Joaquim Pereira dos Santos, que serviu ao Senhor por mais de 70 anos no ministério pastoral, despontando seu importante papel como pastor da Convenção Interestadual de Ministros e Igrejas Evangélicas Assembleia de Deus no Estado do Pará (Comieadepa).
Raimundo Santos aprendeu a ler na infância com o apoio do pai, tendo a Bíblia Sagrada como uma “cartilha” e fonte fundamental do conhecimento para a vida pessoal, familiar e profissional, bem como a base em sua trajetória de advogado e homem público.

É casado há 48 anos com Belemita Pinheiro dos Santos, sob as bênçãos de Deus, que os agraciou com cinco filhas (Keila, Andrea, Deborah, Keise, Isabel Belemita), um filho (Raimundo Santos Júnior) e nove netos (Victor Daniel, Ysak, Thayane, Miguel, Eliaquim, Isabella, Anabela, Rebecca e Ana Laura).